# Nakajima Ki-62
Nakajima Ki-62 i Nakajima Ki-63 – niezrealizowane projekty japońskich myśliwców z okresu II wojny światowej.  Samoloty były projektowane jako potencjalni następcy lub rywale dla Kawasaki Ki-61.

## Historia
Projekt lekkiego myśliwca został zapoczątkowany przez T. Koyamę w 1941, samolot w zamierzeniu miał zastąpić w razie jego niepowodzenia powstający wówczas myśliwiec Kawasaki Ki-61 lub zostać jego następcą. Początkowo projekt wyglądał bardzo obiecująco, ale został on porzucony, aby zakłady Nakajima mogły skoncentrować się na produkcji samolotów Ki-43 i Ki-44. Równolegle z Ki-62 projektowano także Ki-63 różniący się tylko silnikiem (Ki-62 miał używać silnika rzędowego, a Ki-63 silnika gwiazdowego typu Mitsubishi Ha-102). W późniejszym czasie doświadczenia zdobyte przy projektowaniu tego samolotu zostały wykorzystane w projekcie Ki-84.